# Río Poxté
El río Poxté es un río corto que discurre por el valle correspondiente que se desarrolla en las montañas Mayas en Guatemala. El valle se distingue por la gran cantidad de yacimientos arqueológicos de la civilización maya que existen a lo largo de su extensión. El río surge en la planicie de Dolores, en el Petén (noroeste de Poptún), al norte de Guatemala y fluye con dirección al oeste, hacia la frontera de México, en donde se convierte en afluente del río Usumacinta para desembocar en el golfo de México.
El río fluye hacia el poniente a través del casco de Poxté, desapareciendo momentáneamente en la topografía kárstica, reanudando su curso algunos kilómetros más adelante. Continúa drenando en el río San Juan, a su vez tributario del río Machaquilá, que alimenta al río La Pasión que drena en el Usumacinta. Finalmente este desemboca en el golfo de México, después de regar los estados de Chiapas y Tabasco en México. En su desarrollo superior el Río Poxté comparte drenaje con el río Mopán que, éste, fluye hacia el este para drenar en el Mar Caribe ya en territorio de Belice.
La cuenca del río Poxté mide 20 km de longitud y tiene un ancho de 5 km. En ella la tierra ha sido despejada de la vegetación selvática para desarrollar las actividades pecuarias. El valle del río incluye los asentamientos modernos de Las Nuevas Delicias, La Lucha, Santo Domingo y Boca del Monte. También en el valle se encuentran los sitios arqueológicos Chaquix, Curucuitz, El Edén 2, Ixcoxol 1, 2 y 3, Ixtutz, La Lucha, Machaca 2, Nocsos, Nuevas Delicias 1,2 y 3, Poxté 1 y 2, San Luis Pueblito y Tesik. Incluye asimismo el sistema de cuevas Balam Na (conocido también como Sebanal).